# Дюпре, Жюль
Жюль Дюпре (фр. Jules Dupré; 5 апреля 1811, Нант — 6 октября 1889, Л’Иль-Адам) — французский живописец, один из главных представителей художников барбизонской школы. Считается основателем современного французского пейзажа. Старший брат художника Леона-Виктора Дюпре (1816—1879).

## Жизнь и творчество
Жюль Дюпре родился в семье фабриканта, производителя фарфоровых изделий в Пармене, прежде чем семья переехала в Нант. Жюль Дюпре начинал в качестве мастера росписи керамических изделий, а на протяжении всей жизни восхищался живописью Теодором Жерико, Клода Лоррена и Рембрандта. Пейзажной живописи Дюпре учился самостоятельно. Он изучал голландских художников XVII века, картины «малых голландцев», большим поклонником которых оставался всю жизнь. Копировал их произведения в Лувре.
В 1823 году он прибыл в Париж, где работал у дяди, у которого трудились Огюст Раффе, Луи Кабат и Нарcис Диас де ла Пенья. Как живописец-пейзажист Жюль Дюпре дебютировал в Парижском салоне 1831 года пятью картинами, в том числе пейзажами Лимузена. На протяжении жизни он писал типично французские пейзажи кроме некоторых работ 1835—1839 годов, созданных в Англии. Он стал другом художников Александра-Габриэля Декана, Эжена Лами и Теодора Руссо.
В 1834 году он отправился в Англию, чтобы изучать картины Джона Констебла, оригинального мастера английского пейзажа, который оказал глубокое влияние на его творчество. Во время салона 1835 года Эжен Делакруа похвалил Дюпре за живописные достоинства представленных картин.

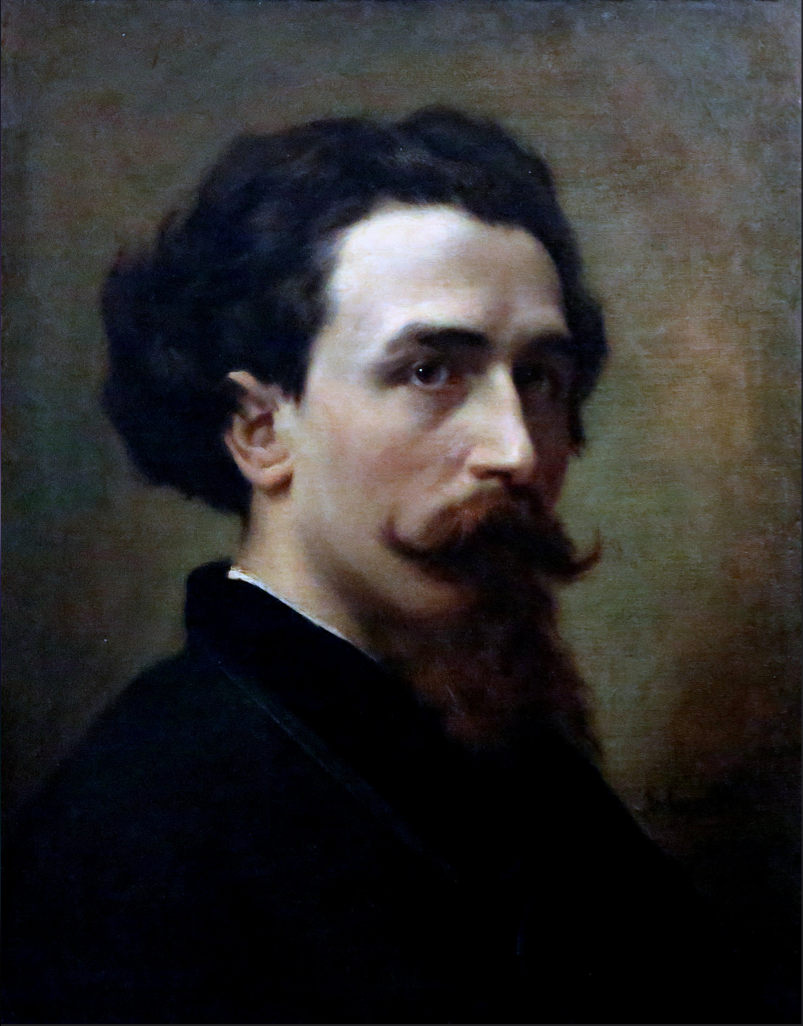
Г. Курбе. Портрет Дюпре. 1849. Холст, масло. Музей Курбе, Орнан

Дюпре часто посещал Барбизон вместе с Теодором Руссо (хотя в самом Барбизоне работал редко); вместе, в 1844 году, они совершили пятимесячное пребывание в Ландах (Тартас, Пейрорад и особенно Бегаар) и в Пиренеях (Олорон, Сен-Жан-Пье-де-Пор, Байонна). Позднее путешествовал по Нормандии.
В 1846 году у Дюпре был роман с Жорж Санд. Он безуспешно пытался основать независимый салон живописи без жюри. Награда и звание офицера ордена Почётного легиона поссорила его с Руссо, который такую награду не получил.
Его ученицей и любовницей в течение нескольких лет была Элен Кантине (умерла в 1857 году). В 1860 году Жюль Дюпре женился на Стефани-Огюстине Моро, от которой у него уже было двое детей: Жюльетта-Эрнестина (1859—1948), будущая жена архитектора Луи-Анри Жоржа Селье де Жизора, и Жюль (1860—?); третий ребенок, Морис, родился в 1865 году.
В 1867 году на Всемирной выставке в Париже демонстрировались двенадцать картин Дюпре. После этого художник длительное время не выставлял свои произведения — вплоть до Национальной выставки 1883 года, где можно было увидеть восемь новых картин. Большинство его работ, как правило, переходило к покупателям и заказчикам прямо из мастерской. Ныне эти произведения встречаются в общественных и частных коллекциях. К примеру, в Кушелевской галерее Императорской академии художеств находились два пейзажа Дюпре. В санкт-петербургском Эрмитаже хранятся шесть картин Дюпре, две из которых переданы в музей из Кушелевской галереи Академии художеств.
Не оправившись от хирургической операции, назначенной из-за каменной болезни, от которой он страдал, Жюль Дюпре скончался 6 октября 1889 года в Л’Иль-Адане, близ Парижа.
Дюпре является представителем так называемого «интимного пейзажа», отражавшего не столько красоту изображаемой природы, сколько соответствие её настроению и переживаниям художника. Его живописный стиль мягче, романтичнее, чем у других барбизонцев.

## Галерея

Пейзаж со скотом. 1870-е. Бумага, акварель. Художественный музей Кливленда, США
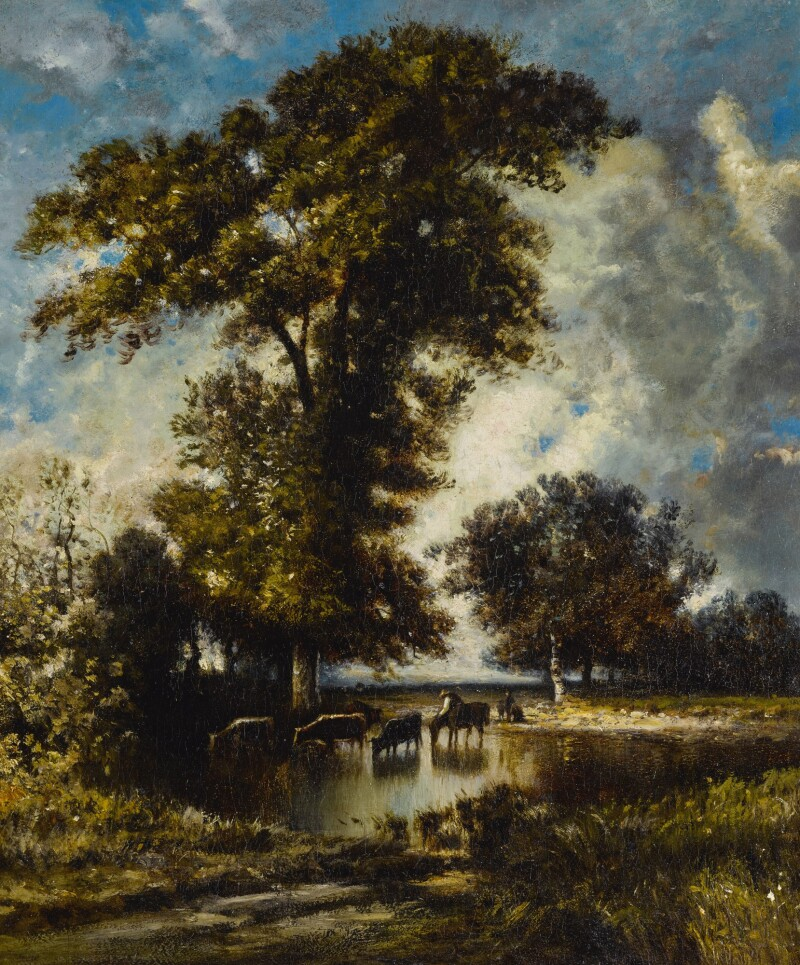
Стадо на водопое. Картон на холсте, масло. Частное собрание
Старый дуб. Ок. 1870. Холст, масло. Национальная галерея искусства, Вашингтон
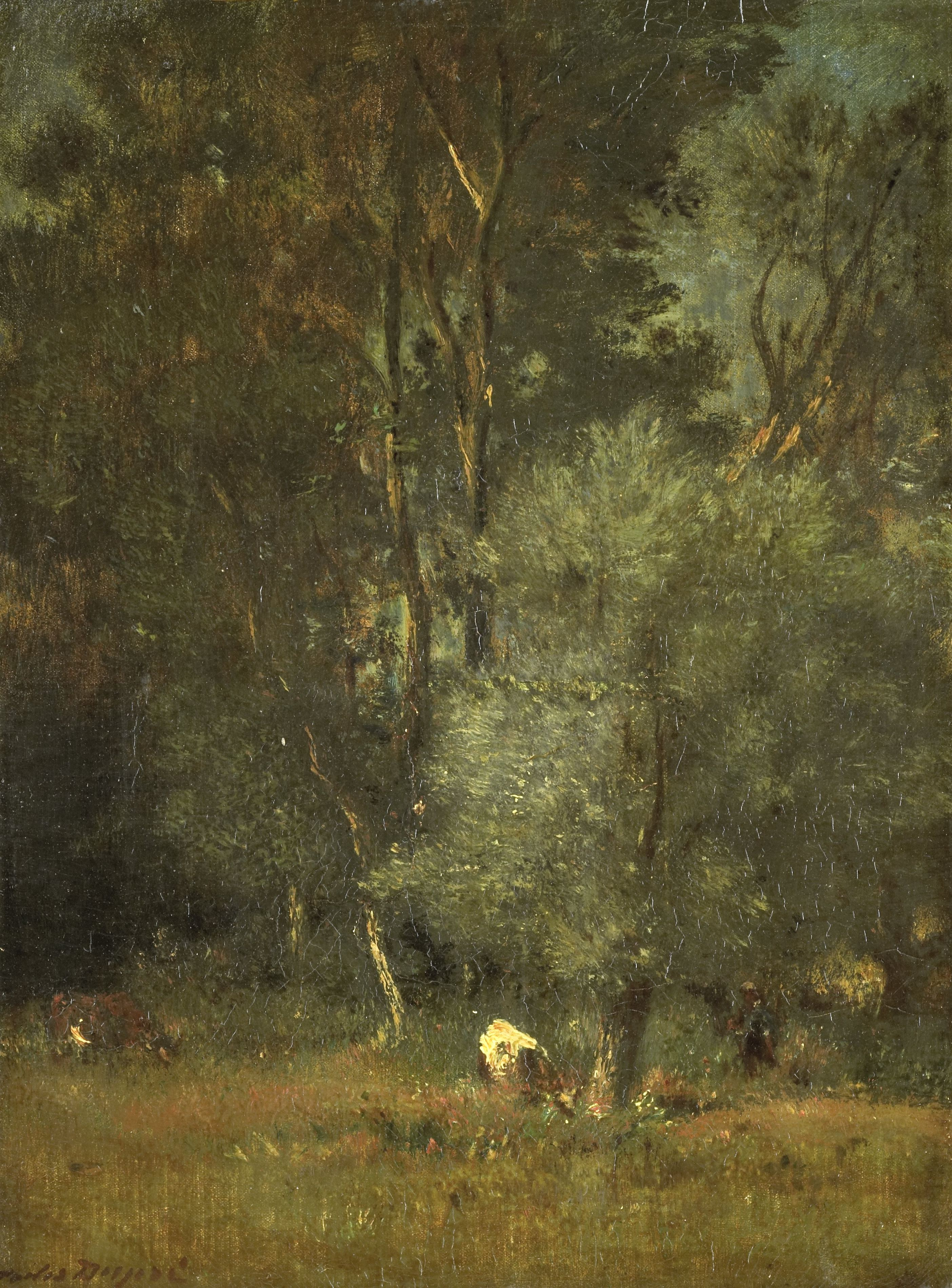
Лесной вид. Между 1840 и 1889. Холст, масло. Рейксмюсеум, Амстердам
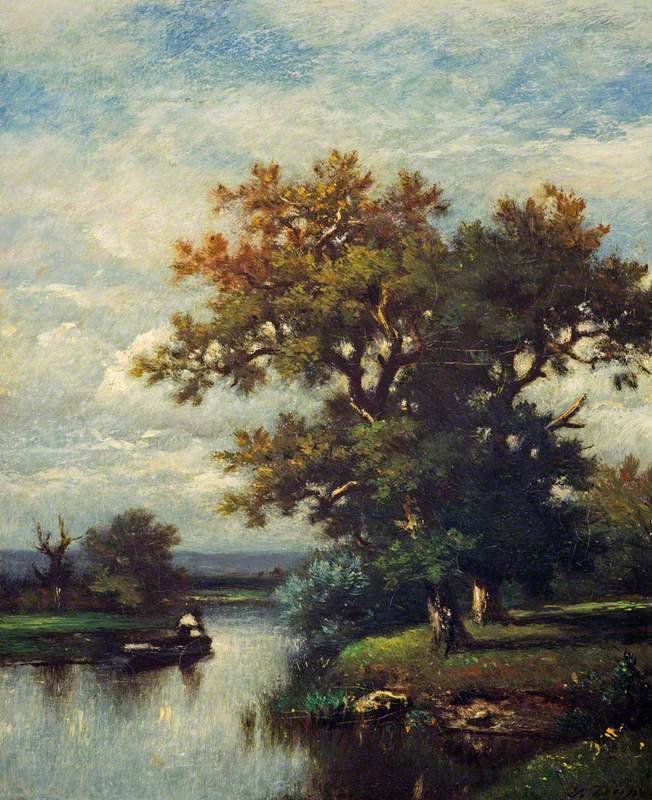
Рыбак. Между 1865 и 1870. Холст, масло. Национальная галерея Шотландии, Эдинбург
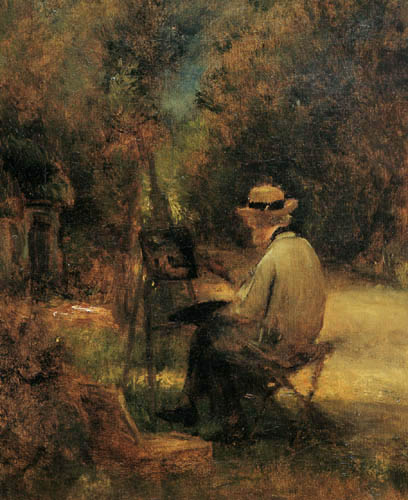
Портрет художника за мольбертом (Автопортрет). 1870. Холст, масло. Центр искусств Жака-Анри-Лартига (Музей искусства и истории Луи-Сенлека), Л’Иль-Адам
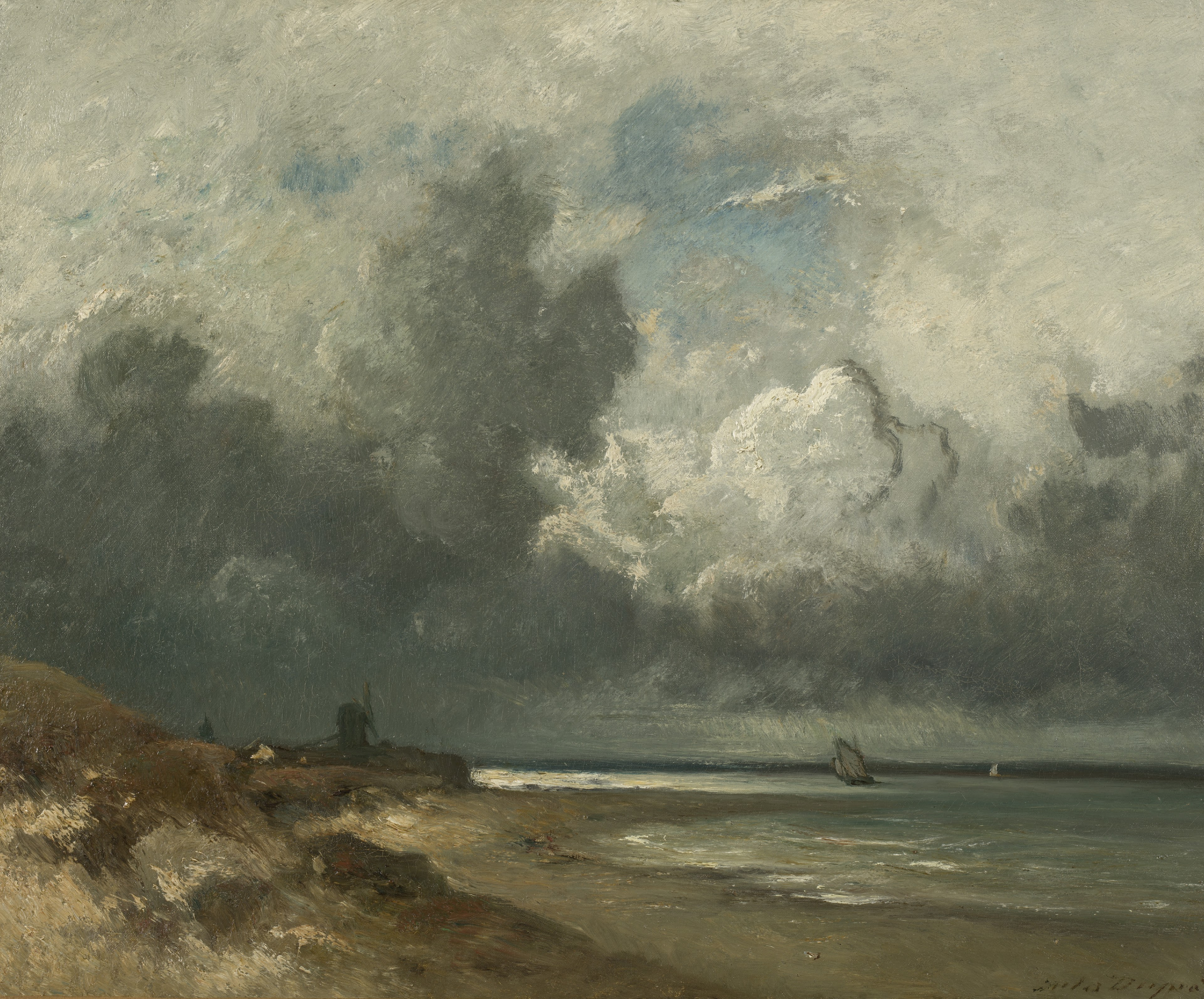
Кротой. Между 1865 и 1872. Холст, масло. Коллекция Месдага, Гаага
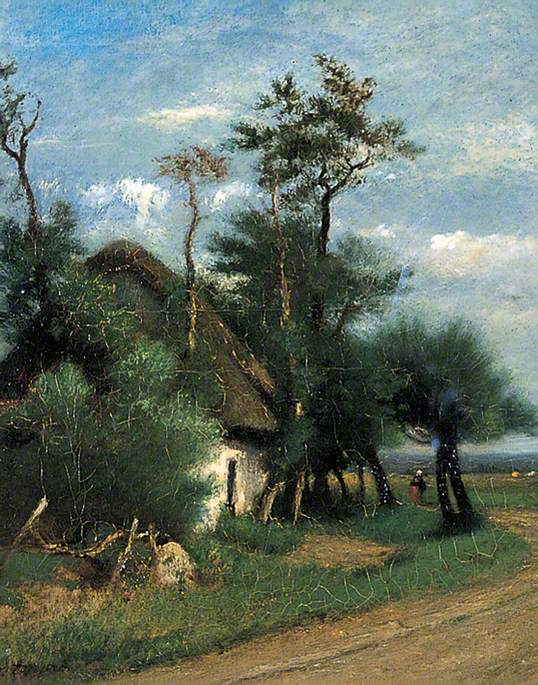
Сельский дом. 1870-е. Холст, масло. Галерея искусств, Лидс, Англия